# Pleurothallis dorrii
Pleurothallis dorrii är en orkidéart som beskrevs av Carlyle August Luer. Pleurothallis dorrii ingår i släktet Pleurothallis och familjen orkidéer. Inga underarter finns listade i Catalogue of Life.